# Dennis Price
Pour les articles homonymes, voir Price.
Dennis Price est un acteur britannique né le 23 juin 1915 à Ruscombe dans le Berkshire, et mort le 6 octobre 1973 à Guernesey (Royaume-Uni).

## Biographie
D'ascendance illustre et fils du brigadier general (général de brigade) Thomas Price, il fut révélé en 1949 par le film Kind Hearts and Coronets (titré en français : Noblesse oblige, 1949). Il est depuis fameux pour son rôle de « Jeeves » en les adaptations télévisées des contes de P. G. Wodehouse. Il avait épousé Joan Schofield (1920-2017).

## Filmographie
- 1938 : No Parking (en) de Jack Raymond : Extra
- 1938 : Lady Precious Stream (TV)
- 1938 : Julius Caesar (TV) : Trebonius / Volumnius
- 1939 : The Tempest (TV) : Ship's Master
- 1939 : Rope (TV) : Kenneth Raglan
- 1944 : A Canterbury Tale de Michael Powell et Emeric Pressburger : Peter Gibbs
- 1945 : (A Place of One's Own) le médaillon fatal de Bernard Knowles : Dr. Selbie
- 1945 : The Echo Murders (en) de John Harlow (en) : Dick Warren
- 1946 : Caravane (en) (Caravan) de Arthur Crabtree : Sir Francis Castleton
- 1946 : L'Archet magique (The Magic Bow) de Bernard Knowles : Paul de la Rochelle
- 1947 : Master of Bankdam (en) de Walter Forde : Joshua Crowther
- 1947 : Hungry Hill (en) de Brian Desmond Hurst : Greyhound John
- 1947 : Dear Murderer de Arthur Crabtree : Richard Fenton
- 1947 : Holiday Camp de Ken Annakin : Sq. Ldr. Hardwick
- 1947 : Jassy de Bernard Knowles : Christopher Hatton
- 1947 : The White Unicorn (en) de Bernard Knowles : Richard Glover
- 1948 : The Dancing Years de Harold French : Rudi Kleiber
- 1948 : Easy Money de Bernard Knowles : Joe Henty
- 1948 : Snowbound de David MacDonald : Neil Blair
- 1948 : Les Ailes brulées (en) (Good Time Girl) de David MacDonald : Michael 'Red' Farrell
- 1949 : Les Amours de Lord Byron (The Bad Lord Byron) de David MacDonald : Lord Byron
- 1949 : Noblesse oblige (Kind Hearts and Coronets), de Robert Hamer : Duke Louis Mazzini / Mazzini Sr.
- 1949 : The Lost People de Bernard Knowles et Muriel Box : Ridley
- 1950 : Murder Without Crime de Jack Lee Thompson : Matthew, Stephen's Landlord
- 1951 : The Adventurers (en) de David MacDonald : Clive Hunter
- 1951 : La Boîte magique (The Magic Box) de John Boulting : Harold
- 1951 : Lady Godiva Rides Again de Frank Launder : Simon Abott
- 1951 : Le Grand Choc (The House in the Square) de Roy Baker : Tom Pettigrew
- 1952 : Chanson de Paris (Song of Paris) de John Guillermin : Matthew Ibbetson
- 1952 : The Tall Headlines de Terence Young : Maurice Fletcher
- 1953 : Noose for a Lady (en) de Wolf Rilla : Simon Gale
- 1953 : Murder at 3am (en) de Francis Searle : Inspector Peter Lawton
- 1954 : For Better, for Worse de Jack Lee Thompson : Debenham
- 1954 : Time Is My Enemy (en) de Don Chaffey : Martin Radley
- 1954 : The Intruder (en) de Guy Hamilton : Leonard Perry
- 1954 : Eight Witnesses (TV) : Allan
- 1955 : Account Closed
- 1955 : La Princesse d'Eboli (That Lady) de Terence Young : Mateo Vasquez
- 1955 : Oh ! Rosalinda ! de Michael Powell et Emeric Pressburger: Maj. Frank
- 1956 : Charley Moon (en) de Guy Hamilton : Harold Armytage
- 1956 : Ce sacré z'héros (Private's Progress) de John Boulting : Bertram Tracepurcel
- 1956 : Port Afrique de Rudolph Maté : Robert Blackton
- 1956 : A Touch of the Sun (en) de Gordon Parry : Hatchard
- 1957 : Chelsea at Nine (série TV) : Comedy Regular
- 1957 : La Vérité presque nue (The Naked Truth) de Mario Zampi : Nigel Dennis
- 1957 : Fortune Is a Woman (en) : Tracey Moreton
- 1959 : Don't Panic Chaps! (en) de George Pollock : Krisling
- 1959 : Après moi le déluge (I'm All Right Jack) de John Boulting : Bertram Tracepurcel
- 1959 : Le Mouchard (Danger Within) de Don Chaffey : Capt. Rupert Callander
- 1960 : Piccadilly Third Stop de Wolf Rilla : Edward
- 1960 : Les Dessous de la millionnaire (The Millionairess) de Anthony Asquith : Adrian
- 1960 : Oscar Wilde de Gregory Ratoff : Robert Ross
- 1960 : L'Académie des coquins (School for Scoundrels or How to Win Without Actually Cheating!) de Robert Hamer : Dunstan
- 1960 : Les Fanfares de la gloire (Tunes of Glory) de Ronald Neame : Maj. Charles 'Charlie' Scott, M.C. (Battalion Executive Officer)
- 1960 : The Pure Hell of St. Trinian's de Frank Launder : Gore Blackwood
- 1960 : Ladies and Gentle-Men (TV) : Special Guest
- 1961 : Five Golden Hours : Raphael
- 1961 : Double Bunk de C.M. Pennington Richards : Watson
- 1961 : Pas d'amour pour Johnny (No Love for Johnnie) de Ralph Thomas : Flagg
- 1961 : Watch it, Sailor! (en) de Wolf Rilla : Lt. Cmdr Hardcastle
- 1961 : La Victime (Victim) de Basil Dearden : Calloway
- 1961 : What a Carve Up! (en) de Pat Jackson : Guy Broughton
- 1961 : The Rebel de Robert Day : Jim Smith
- 1961 : Colonel Trumper's Private War (série TV) : Col. Basil Trumper
- 1962 : The Cool Mikado (en) de Michael Winner : Ronald Fortescue
- 1962 : The Amorous Prawn (en) : Prawn (Mr. Vernon)
- 1962 : The Pot Carriers (en) de Peter Graham Scott : Smooth Tongue
- 1962 : Tout feu, tout femme (en) (Go to Blazes) de Michael Truman : Withers
- 1962 : Play It Cool (en) de Michael Winner : Sir Charles Bryant
- 1962 : Behave Yourself de Michael Winner
- 1962 : La Polka des poisons (Kill or Cure) : Dr Julian Crossley
- 1963 : The Comedy Man (en) de Alvin Rakoff : Tommy Morns
- 1963 : The Horror of It All de Terence Fisher : Cornwallis
- 1963 : Jules de Londres (The Wrong Arm of the Law) : Educated Ernest
- 1963 : Docteur en détresse (Doctor in Distress) de Ralph Thomas : Blacker
- 1963 : The Cracksman (en) de Peter Graham Scott : Grantley
- 1963 : Tamahine (en) de Philip Leacock : Charles Poole
- 1963 : Hôtel international (The V.I.P.s) de Anthony Asquith : Commander Millbank
- 1964 : Lady of the Camellias (TV) : de Varville
- 1964 : A Jolly Bad Fellow (en) de Don Chaffey  : Prof. Hughes
- 1964 : Lady détective entre en scène (Murder Most Foul) de George Pollock : Theatrical Agent Harris Tumbrill
- 1965 : The World of Wooster (série TV) : Jeeves
- 1965 : Cyclone à la Jamaïque de Alexander Mackendrick : Mathias
- 1965 : Les Dix Petits Indiens (Ten Little Indians) de George Pollock : Dr. Edward Armstrong
- 1965 : Curse of Simba de Lindsay Shonteff : Maj. Lomas
- 1965 : The Earth Dies Screaming de Terence Fisher : Quinn Taggett
- 1967 : Le Grand Départ vers la Lune (Rocket to the Moon) de Don Sharp : Duc de Barset
- 1967 : Just Like a Woman de Robert Fuest : le vendeur de salles de bains
- 1969 : Some Will, Some Won't (en) : Benson
- 1969 : La Maison de l'épouvante (The Haunted House of Horror) de Michael Armstrong : l'inspecteur
- 1969 : Venus in Furs de Jesús Franco : Percival Kapp
- 1969 : The Magic Christian de Joseph McGrath : Winthrop
- 1970 : W. Somerset Maugham (TV) : Amiral Frobisher
- 1970 : Les Horreurs de Frankenstein (The Horror of Frankenstein) de Jimmy Sangster : le pilleur de tombes
- 1970 : The Rise and Rise of Michael Rimmer (en) : Fairburn
- 1971 : Vampyros Lesbos : Dr. Alwin Seward
- 1971 : Les Sévices de Dracula (Twins of Evil) de John Hough : Dietrich
- 1972 : The Adventures of Barry McKenzie : Mr. Gort
- 1972 : That's Your Funeral (en) de John Robins : Soul
- 1972 : La Tour du diable (Tower of Evil) de Jim O'Connolly : Bakewell
- 1972 : Dracula, prisonnier de Frankenstein (Drácula contra el Dr Frankenstein) de Jesús Franco : Dr. Frankenstein
- 1972 : Quartier de femmes (Los amantes de la isla del diablo) de Jesús Franco : l'avocat Lindsay
- 1972 : Alice au pays des merveilles de William Sterling (en) : Le Roi de cœur
- 1972 : Retraite mortelle (Pulp) de Mike Hodges : Mysterious Englishman
- 1972 : Go for a Take (en) de Harry Booth (en) : Dracula
- 1973 : Les Expériences érotiques de Frankenstein : Dr. Frankenstein
- 1973 : La Griffe de Frankenstein (Horror Hospital) d'Antony Balch (en) : Pollack
- 1973 : Théâtre de sang (Theatre of Blood) de Douglas Hickox : Hector Snipe
- 1973 : Les Expériences érotiques de Frankenstein (La maldición de Frankenstein) de Jesús Franco : Dr. Frankenstein
- 1973 : Quartier de femmes de Jess Franco
- 1974 : Son of Dracula de Freddie Francis : Van Helsing